# 国鉄R93形コンテナ
国鉄R93形コンテナ（こくてつR93がたコンテナ）は、日本国有鉄道（国鉄）が1968年（昭和43年）に製造した、鉄道輸送用一種規格（約11 ft）冷蔵コンテナである。

## 概要
1968年（昭和43年）度に冷蔵コンテナ下吊り式コンテナとして東急車輛製造にて1個が製作された。冷蔵コンテナはその機能を満足させるため内外の二重構造になっており、下吊り式の方が構造的には簡略化が可能であった。本コンテナの製造目的は特殊表面処理亜鉛鋼板を使用して評価試験を行うことであった。フォークリフト荷役は2方差し構造である。
扉位置は、片側妻面の1か所のみで塗装は白色である。寸法関係は全長3,328.8 mm、全幅2,350.6 mm、全高2,350.2 mm、荷重5 t、自重1.4 t、容積11.1 m3である。
1975年（昭和50年）度に廃止され形式消滅した。